# Agapetus serotinus
Agapetus serotinus är en nattsländeart som först beskrevs av Luisa Eugenia Navas 1919.  Agapetus serotinus ingår i släktet Agapetus och familjen stenhusnattsländor. Inga underarter finns listade i Catalogue of Life.